# FZD7
Uvojiti-7 je protein koji je kod ljudi kodiran FZD7 genom.
Članovi familije „uvojitih“ proteina su 7-transmembranski receptori za Wnt signalne proteine. FZD7 protein sadrži signalni peptid, cisteinom bogati domen u -terminalnom ekstracelularnom regionu, 7 transmembranski domen, i -terminalni PDZ vezujući motiv. Izražavanje FZD7 gena može da umanji APC funkciju i pojača beta-katenin-posredovane signale u slabo diferenciranom ljudskim karcinomima jednjaka.

## Interakcije
formira interakcije sa DLG4.

## Literatura
- Finch PW; He X; Kelley MJ (1997). „Purification and molecular cloning of a secreted, Frizzled-related antagonist of Wnt action”. Proc. Natl. Acad. Sci. U.S.A. 94 (13): 6770—5. PMC 21233 . PMID 9192640. doi:10.1073/pnas.94.13.6770.
- Hering H, Sheng M (2002). „Direct interaction of Frizzled-1, -2, -4, and -7 with PDZ domains of PSD-95”. FEBS Lett. 521 (1–3): 185—9. PMID 12067714. doi:10.1016/S0014-5793(02)02831-4.
- Strausberg RL; Feingold EA; Grouse LH (2003). „Generation and initial analysis of more than 15,000 full-length human and mouse cDNA sequences”. Proc. Natl. Acad. Sci. U.S.A. 99 (26): 16899—903. PMC 139241 . PMID 12477932. doi:10.1073/pnas.242603899.
- Yao R, Natsume Y, Noda T (2005). „MAGI-3 is involved in the regulation of the JNK signaling pathway as a scaffold protein for frizzled and Ltap”. Oncogene. 23 (36): 6023—30. PMID 15195140. doi:10.1038/sj.onc.1207817.
- Omoto S; Hayashi T; Kitahara K (2004). „Autosomal dominant familial exudative vitreoretinopathy in two Japanese families with FZD4 mutations (H69Y and C181R)”. Ophthalmic Genet. 25 (2): 81—90. PMID 15370539. doi:10.1080/13816810490514270.
- Gerhard DS; Wagner L; Feingold EA (2004). „The status, quality, and expansion of the NIH full-length cDNA project: the Mammalian Gene Collection (MGC)”. Genome Res. 14 (10B): 2121—7. PMC 528928 . PMID 15489334. doi:10.1101/gr.2596504.
- Vincan E; Darcy PK; Smyth MJ (2005). „Frizzled-7 receptor ectodomain expression in a colon cancer cell line induces morphological change and attenuates tumor growth”. Differentiation. 73 (4): 142—53. PMID 15901282. doi:10.1111/j.1432-0436.2005.00015.x.
- Rual JF; Venkatesan K; Hao T (2005). „Towards a proteome-scale map of the human protein-protein interaction network”. Nature. 437 (7062): 1173—8. PMID 16189514. doi:10.1038/nature04209.
- Lim J; Hao T; Shaw C (2006). „A protein-protein interaction network for human inherited ataxias and disorders of Purkinje cell degeneration”. Cell. 125 (4): 801—14. PMID 16713569. doi:10.1016/j.cell.2006.03.032.
- Vincan E; Darcy PK; Farrelly CA (2007). „Frizzled-7 dictates three-dimensional organization of colorectal cancer cell carcinoids”. Oncogene. 26 (16): 2340—52. PMID 17016432. doi:10.1038/sj.onc.1210026.
- Struewing IT; Barnett CD; Zhang W (2007). „Frizzled-7 turnover at the plasma membrane is regulated by cell density and the Ca(2+) -dependent protease calpain-1”. Exp. Cell Res. 313 (16): 3526—41. PMID 17716656. doi:10.1016/j.yexcr.2007.07.012.

## Spoljašnje veze
- „Frizzled Receptors: FZD7”. IUPHAR Database of Receptors and Ion Channels. International Union of Basic and Clinical Pharmacology. Архивирано из оригинала 03. 03. 2016. г.